# 오다촌 (이바라키현)
오다촌(小田村)은 이바라키현 쓰쿠바군에 일찍이 존재했던 촌이다. 현재의 쓰쿠바시에 해당한다.

## 역사
- 1889년 4월 1일 - 정촌제 시행에 수반해 쓰쿠바군 오다촌이 성립하였다.
- 1955년 2월 1일 - 쓰쿠바정, 다미야마촌, 다이촌과 합병해, 새로운 쓰쿠바정이 성립하여, 동일 오다촌은 폐지되었다.
- 1988년 1월 31일 - 쓰쿠바정이 쓰쿠바시에 편입되었다.

## 교통

### 철도노선
- 조스쓰쿠바철도
  - 쓰쿠바선

## 参考文献
- 가도카와 일본 지명 대사전 8 茨城県